# Butjärnen (Silbodals socken, Värmland)
Butjärnen är en sjö i Årjängs kommun i Värmland och ingår i Göta älvs huvudavrinningsområde. Sjöns area är 0,015 kvadratkilometer och den är belägen 210 meter över havet.